# کالین جرجسکو
کالین جُرجِسکو (به رومانیایی:Călin Georgescu؛ تلفظ در رومانیایی: [kəˈlin dʒe̯orˈdʒesku]</link> ; متولد ۲۶ مارس ۱۹۶۲) سیاستمدار، دانشمند کشاورزی و نظریه‌پرداز برجسته توطئه راست تندروی افراط گرای رومانیایی است که در زمینه توسعه پایدار کار کرد. جورجسکو به عنوان مدیر اجرایی مؤسسه شاخص جهانی پایدار سازمان ملل در ژنو و فادوتس برای دوره ۲۰۱۵–۲۰۱۶ منصوب شد. قبل از آن، او به عنوان رئیس مرکز تحقیقات اروپا برای باشگاه رم (۲۰۱۳–۲۰۱۵) فعالیت می‌کرد.
جورجسکو در حال رقابت به عنوان یک نامزد مستقل در انتخابات ریاست جمهوری رومانی ۲۰۲۴ برای ریاست جمهوری رومانی است. او در دور اول بیشترین آرا را کسب کرده است.
او همچنین عضو باشگاه بین‌المللی رم در سوئیس است.

## تحصیلات
جورجسکو در محله کوتروچنی بخارست به دنیا آمد؛ فرزند اسکارلات جورجسکو و آنه‌تا جورجسکو، با نام خانوادگی پوپسکو. او آبادسازی سرزمین کالج احیای زمین، مؤسسه کشاورزی نیکولائه بلچسکو در بخارست (۱۹۸۶) است و دکترای خود را در علوم خاک در سال ۱۹۹۹ دریافت کرد.

## حرفه
جورجسکو از سال ۲۰۰۰ تا ۲۰۱۳ به عنوان مدیر اجرایی مرکز ملی توسعه پایدار در بخارست فعالیت کرد. او که به عنوان یک مرجع معتبر در برنامه‌ریزی استراتژیک و طراحی سیاست‌های عمومی شناخته می‌شود، توسط دولت رومانی برای هماهنگی توسعه دو نسخه متوالی از استراتژی ملی توسعه پایدار (در سال‌های ۱۹۹۹ و ۲۰۰۸) مطابق با راهنمایی‌های استراتژی اروپایی برای توسعه پایدار منصوب شد. 
او دانش جامع اصول و عمل توسعه پایدار را با تجربه عملی در زمینه کار با ذینفعان در بخش‌های عمومی و خصوصی و همچنین با جامعه مدنی ترکیب می‌کند تا پروژه‌های خاصی را تحت دستور کار محلی ۲۱ (که توسط برنامه توسعه سازمان ملل در سال ۱۹۹۲ آغاز شد) برای بیش از ۴۰ شهرداری رومانی طراحی، اجرا و تا تکمیل پیگیری کند.  
جورجسکو که سابقاً همکار ارشد برنامه توسعه سازمان ملل بود، همچنین در سیستم سازمان ملل متحد در موقعیت‌های مختلفی فعالیت کرد، از جمله گزارشگر ویژه سازمان ملل در مورد اثرات منفی حرکت غیرقانونی و دفع محصولات و زباله‌های سمی و خطرناک بر لذت بردن از حقوق بشر و نماینده کمیته ملی UNEP برای رومانی.  
او همچنین در موقعیت‌هایی مانند: مشاور وزیر محیط زیست، دبیر کل وزارت محیط زیست، مدیر بخش سازمان‌های اقتصادی بین‌المللی در وزارت امور خارجه رومانی، دبیر کل انجمن رومانی برای باشگاه رم و مدیر اجرایی مؤسسه پروژه‌های نوآوری و توسعه فعالیت کرد. 
بر اساس بیانیه‌ای که در نوامبر ۲۰۲۰ داده شد، جورجسکو اظهار داشت که ایون آنتونسکو و کورنلیو زلا کودرانو قهرمانانی هستند که «او تاریخ ملی را از طریق آنها زندگی کرده است، از طریق آنها تاریخ ملی صحبت می‌کند و نه از طریق نوکران قدرت‌های جهانی‌گرا که امروز به طور موقت رومانی را رهبری می‌کنند».
جورجسکو در سال‌های ۲۰۱۱، ۲۰۱۲ و ۲۰۱۶ به عنوان نخست‌وزیر پیشنهاد شد. در سال ۲۰۲۰ او توسط ائتلاف برای اتحاد رومانیایی‌ها (AUR)، حزبی که پس از انتخابات قانون‌گذاری رومانی در دسامبر ۲۰۲۰ به تازگی وارد پارلمان رومانی شده بود، پیشنهاد شد. در طول بحران سیاسی رومانی در سال ۲۰۲۱ که منجر به برکناری کابینه کیتو شد، همان حزب دوباره او را پیشنهاد کرد.
چندین مقاله رسانه‌ای جورجسکو را به خاطر اظهارات طرفدار روسیه‌اش مورد انتقاد قرار دادند، برخی حتی او را نماینده منافع روسیه در رومانی می‌دانند. جورجسکو همچنین منتقد اتحادیه اروپا و ناتو است و نصب سپر دفاع موشکی بلوک در دووسلو (Deveselu Military Base) را «شرم دیپلماسی» توصیف می‌کند.
جورجسکو در انتخابات ریاست‌جمهوری رومانی در سال ۲۰۲۴ به عنوان رئیس‌جمهور شرکت کرد. از جمله مواضع کمپین او افزایش حمایت از کشاورزان، ترویج تولید انرژی و غذا و کاهش وابستگی به واردات بود. او در دور اول رأی‌گیری در ۲۴ نوامبر به طور غیرمنتظره‌ای اکثریت نسبی را به دست آورد.

## لینک های خارجی
- صفحه اینستاگرام کالین جورجسکو